# Torynurus convolutus
Torynurus convolutus is een rondwormensoort uit de familie van de Pseudaliidae. De wetenschappelijke naam van de soort is voor het eerst geldig gepubliceerd in 1829 door Kühn.